# Tulipanaros
|  | Wiktionary har en ordboksartikel om tulipanaros. |

Tulipanaros är ett svenskt idiomatiskt uttryck som beskriver en åtråvärd, men omöjlig kombination.
Ursprungligen var ordet synonymt med tulpan då ordet ”ros” i äldre språkbruk användes om blommor i allmänhet och blommor som liknade rosor i synnerhet.
Tulipanaros var också en benämning för vackra, målade tulpaner, särskilt sådana målade på allmogekistor. Att måla vackra blommor är svårt och kräver både talang och noggrant arbete, vilket antagligen är ursprunget till uttrycket ”Det är lättare att säga tulipanaros än att göra en.”
Med modernt språkbruk blir tulipanaros en teoretisk hybrid mellan en ros och en tulpan, något som är omöjligt att åstadkomma på grund av växternas olika genom. 